# Andrea Lütke
Andrea Lütke (* 1965 in Hamburg) ist eine deutsche Journalistin und Moderatorin. Seit Juli 2019 ist sie Direktorin des NDR-Landesfunkhauses Niedersachsen.

## Leben
Nach dem Abitur volontierte Lütke beim Isenhagener Kreisblatt. Dort wurde sie 1987 als Jungredakteurin übernommen. Ab 1990 arbeitete sie für das Fernsehen – als Redakteurin, Reporterin und Moderatorin für SAT.1 in Hannover und danach als Korrespondentin für Niedersachsen und Sachsen-Anhalt bei VOX. Ab 1994 gehörte sie zum Programmbereich Fernsehen des Landesfunkhauses Niedersachsen in Hannover. Dort war sie zunächst freie Mitarbeiterin und ab 1999 Redakteurin. Ab 2005 war sie stellvertretende Redaktionsleiterin von Hallo Niedersachsen und seit 2012 Leiterin dieser Redaktion.
Von August 2017 bis Juni 2019 war Andrea Lütke als Nachfolgerin von Marlis Fertmann Fernsehchefin des NDR in Niedersachsen. Seit dem 1. Juli 2019 ist sie Direktorin des Landesfunkhauses Niedersachsen des NDR, dessen Leitung sie von ihrem langjährigen Vorgänger Arno Beyer übernahm. Lütkes Nachfolger als Fernsehchef wurde Thorsten Hapke.